# اهداف معماری پایدار
بتل مک کارتی در ارتباط با اهداف سه‌گانه گفته شده در معماری پایدار (محیطی، اجتماعی، اقتصادی) به نکات زیر اشاره می‌کند:

## اهداف محیطی
ایجاد کیفیت محیطی برتر، قابلیت کاربرد مجدد، حذف زباله و بازمانده، مصرف مصالح کم دگرگون شونده، بازیافت مصالح، بازیافت آب از فاضلاب، حذف انتشار آلاینده‌ها. 

## اهداف اقتصادی
ایجادارزشهای برتر، تقلیل هزینه‌های جاری، تقلیل مصرف انرژی، ارائه راه حل‌های بدون نقض روشهای با سهولت تولید، راه حل‌های آینده نگر. 

## اهداف اجتماعی
امنیت، قابلیت انطباق، به خدمت گرفتن کیفیت، حذف فقر انرژیک، ایجاد عایق صوتی، برنامه‌های منعطف، زندگی توأم با سلامت، مراقبت‌های خانگی، آموزش دائمی، تحویل در خانه، قابلیت انطباق.
از آن جا که دغدغه اصلی پایداری توجه به شرایط محیطی است طراحی پایدار محیطی، نوعی نزدیک شدن به محصول طراحی است که بهره‌مندی از ویژگی‌های درونی بستر و شرایط محیطی رابه حداکثر رسانده در حالی که شرایط نامطلوب حاصل از این ساخت و ساز را به حداقل سوق می‌دهد.
ساختمانها از مرحله طراحی و نحوه استقرار می‌بایست به شرایط و موقعیت به خوبی پاسخ مساعد دهند در حالیکه مواجهه و مقابله با طبیعت را به حداقل سوق دهند.
در واقع اهداف طراحی پایدارمحیطی را می‌توان به ترتیب ذیل خلاصه کرد:
۱
به حداکثر رساندن آسایش انسان به واسطه انجام: جذب نور روز، منظر دلپذیر، کیفیت مناسب هوا، عایق صوتی مناسب، کنترل مناسب دما، کنترل دلخواه رطوبت، مراقبتهای مؤثر کیفیتی وپیش بینی‌های لازم ایمنی، کنترل مناسب انسانی
۲
برنامه‌ریزی کارآمد جهت: سیلان و تحرک مناسب مصرف‌کنندگان در فضا، ایجاد امنیت قابل تحقق، سهولت در انطابق و تغییرپذیری، قابلیت پاسخ گویی در برابر خواسته مصرف‌کنندگان درهم آمیختگی سازه ساختمان با تأسیسات.
۳
طراحی برای تغییر، توسط: طراحی ساده و مدولار، که خود را بتواند با توسعه و افزایش نیازمندی‌ها وفق دهد ایجاد سهولت جهت تغییر نقشه و کارکردها در درون بنا.
۴
به حداقل رساندن هزینه‌های جاری برای انرژی: با استفاده از حداکثر انرژی‌های مجانی، مانند: نور روز، گرمای خورشید، باد، کنترل تغییرات دما، با عایق کاری حرارتی مناسب، روشهای مؤثرو مناسب کنترل و نظام‌های کارآمد ساختمانی و به کارگیری گیاهان.
۵
به حداکثر رساندن فضاهای قابل استفاده، توسط: تقلیل مساحت باغچه‌ها در داخل ساختمان، حداقل نمودن فضای کانال کشی‌های هوا، حداکثر نمودن درهم آمیختگی عناصر سازه‌ای و تأسیساتی، برطرف نمودن ضرورت سقف کاذب در ساختمان.
۶
به حداقل رساندن هزینه احداث ساختمان توسط: تقلیل فضاهای تأسیساتی و موتورخانه، تقلیل پیچیدگی در فضا و عناصر خدماتی، هماهنگسازی سازه و عناصر خدماتی، استفاده از سازه کارآمد.
۷
تقلیل هزینه نگهداری ساختمان توسط: استفاده از مصالح بادوام، تجهیزات با عمر زیاد، سیستمهای کنترلی محیطی ساده و قابل اطمینان، دسترسی مناسب برای نگهداری و تعمیرات.
۸
حفاظت و بهبود بخشیدن ارزش‌های طبیعی، به واسطه: در هم آمیختگی با طبیعت وحشی و حیوانات، توجه به شرایط سبز و آبی، جمع‌آوری آب باران و بازیافت آب شیرین، بازیافت مؤثر ازفاضلاب و به کارگیری آن
شاخصهای کلیدی در اهداف پایداری محیطی عبارتند از:
-حداقل مصرف انرژی‌های فسیلی در تولید مصالح، حمل و نقل، ساخت و ساز و حداقل استفاده در دوره به کارگیری ساختمان.
-بهترین استفاده از مصالح قابل بازیافت یا قابل بازسازی.
-اجتناب از مصرف کلیه مواد شیمیایی که در ساخت و استفاده به لایه اوزن صدمه می‌رسانند.
-جایگزینی مصالحی که به تدریج فرسوده می‌شوند و در محیط آلودگی ایجاد می‌کنند.
-طراحی برای حداکثر استفاده از نوروز حتی در مکان‌های که معمولاً محدودیت دارند.
-به کار گیری امکانات، برای تهویه طبیعی، در چارچوب یک برنامه کلی تنظیم شرایط محیطی که انرژی را به حداقل رسانده و آسایش را به حداکثر سوق دهد.
-بهترین استفاده از شیوه‌های انفعالی انرژی خورشیدی برای دریافت گرما و سرما، در اغلب اوقات.
-اطمینان از روشهای کنترل ساده و غیر پیچیده در ساختمان.
-یافتن شیوه‌ها و موقعیتهایی در بستر طرح که بتوان در آن انرژی الکتریکی به دست آورد
-شناسایی استعدادهایی که بتوان از حرارت زمین بهره‌مند شد.
-حداقل سازی مصرف آب، تصفیه فاضلاب و به کارگیری مجدد آن.
-حداقل سازی از دست دادن آب بارا ن با تقلیل محوطه سازی با مصالح سخت و روشهای جمع‌آوری مناسب آب.
-ایجاد محیط مطبوع خارجی توسط به کارگیری سایبان برای مناسب سازی تابش تابستان وافزایش رطوبت نسبی در صورت لزوم؛ و بالاخره اطمینان از اینکه تمام موارد فوق در بالاترین سطح فنی حرفه‌ای با زیبایی فوق‌العاده‌ای در هم می‌آمیزد.